# Claus Homschak
Claus Homschak (* 4. April 1939 in Graz; † 23. November 2013 in Wien) war ein österreichischer Regisseur und Schauspieler.

## Leben
Homschak war von 1957 bis 1967 beim Grazer Schauspielhaus beschäftigt und leitete von 1965 bis 1967 das Junge Theater Graz. Ab 1967 war er als Regisseur, Schauspieler und Autor für Theater und Fernsehen in Wien tätig. Am Volkstheater inszenierte er unter anderem „Kein schöner Land“ von Felix Mitterer.
Er verstarb am 23. November 2013 an den Folgen seiner Krebserkrankung in Wien.

## Filmografie

### Regisseur
- 1970: Ein unglücklicher Zufall
- 1971: Hugo in Ängsten
- 1980: Der Mustergatte
- 1980: Keine Leiche ohne Lilli
- 1981: Der Traum ein Leben (TV-Bildregie)
- 1982: Die Perle Anna
- 1984: Der Zerrissene (TV-Bildregie)
- 1989: Das Mädl aus der Vorstadt (TV-Live-Bildregie; Inszenierung: Jürgen Flimm)
- 1994: Die Wildente (TV-Bildregie; Inszenierung: Jürgen Flimm)

### Schauspieler
- 1970: Ein unglücklicher Zufall (TV)
- 1973: Nichts als Erinnerung (TV)
- 1974: Verurteilt 1910 (TV)
- 1974: Hallo – Hotel Sacher... Portier! (TV)
- 1988: Nachsaison (Film)
- 2001: Uprising – Der Aufstand (TV)